# Powietrzne szlaki
Powietrzne szlaki – piąta część komiksu z serii Tajemnica złotej maczety autorstwa Władysława Krupki (scenariusz) i Jerzego Wróblewskiego (rysunki).

## Fabuła komiksu
Podczas kolejnej wizyty pan Witold opowiada chłopcom o swoich dalszych wojennych losach. Oficer informacyjny desantu angielskiego załatwia porucznikowi Witoldowi miejsce na statku transportowym Arandora Star, który płynie z Algieru do Anglii. Statek podczas podróży zostaje zaatakowany przez włoskie i niemieckie samoloty, pan Witold wydostaje się ze swojej zamkniętej kajuty i zasiada za działkiem strzelniczym. Strąca jeden samolot a drugi poważnie uszkadza, po tych wyczynach podoficer odpowiedzialny za niego pozwala mu opuszczać już kajutę. Statek już nie niepokojony dociera do Liverpoolu. Po jakimś czasie panu Witoldowi udaje mu się dostać do jednostki lotniczej, przechodzi szkolenia i otrzymuje "swój" samolot - bombowiec Wellington. Wyrusza na nocne bombardowanie fabryk w Zagłębiu Ruhry i kolejne loty bojowe w tym naloty dywanowe na Stuttgart. Po jakimś czasie panu Witoldowi przydzielono samolot Halifax i zaczyna stacjonować we Włoszech koło Brindisi. Wykonuje stamtąd loty na "zrzuty" - zaopatruje w broń ruch oporu w Jugosławii, we Włoszech i Polsce. W sierpniu 1944 na Węgrami jego samolot zostaje poważnie trafiony i lądują awaryjnie na polu w Jugosławii. Odnajdują ich oddziały lokalnego ruchu oporu i pan Witold zostaje partyzantem Tito.

## Nakład i wydania
- wydanie I 1986 - "Sport i Turystyka", nakład: 100 250 egzemplarzy
- wydanie II 1989 - "Sport i Turystyka", nakład: 100 250 egzemplarzy